# Marketa (Písečné)
Marketa (od 24. listopadu 1990 do 27. června 2004 Markéta, německy Margarethen) je malá vesnice, část obce Písečné v okrese Jindřichův Hradec v Jihočeském kraji. Leží dva kilometry severovýchodně od Písečného v nadmořské výšce 507 metrů. Leží na jižním úpatí Dlouhé hory (626 metrů), která je součástí Mutenského hřbetu v jižní části Brtnické vrchoviny. Malá obec dříve s německým obyvatelstvem, po roce 1918 se silnou českou menšinou, po roce 1945 české obyvatelstvo. V roce 1843 žilo v obci podle Vlastivědy moravské (vydání 2005) 264 obyvatel ve 44 domech a 72 domácnostech.

## Název
V nejstarších dokladech má jméno vesnice podobu Sankt Margarethen (Svatá Markéta). Jméno bylo vytvořeno od zaniklé (dnes neznámé) kaple svaté Markéty.

## Historie
Ves vznikla v letech 1702 až 1704 na panství Staré Hobzí parcelací Nového Dvora. První písemná zmínka o vesnici pochází z roku 1702. Do roku 1849 byla součástí starohobezského panství. Na katastru vsi byl vrchnostenský dvůr. Desátky byly odváděny faře v Nových Sadech a panství Staré Hobzí. Na týdenní pondělní trhy se jezdilo z Markety do Slavonic. Elektrifikována byla ves v roce 1938 připojením na síť ZME Brno. Ve vesnici nikdy nebyla škola, děti chodily do školy v Nových Sadech, respektive Písečném, později do Slavonic nebo Starého Hobzí.

## Přírodní poměry
Podél západní hranice katastrálního území Marketa teče řeka Moravská Dyje, jejíž niva zde je chráněna jako přírodní památka Moravská Dyje.

## Obyvatelstvo
| Rok            | 1869 | 1880 | 1890 | 1900 | 1910 | 1921 | 1930 | 1950 | 1961 | 1970 | 1980 | 1991 | 2001 | 2011 | 2021 |
| -------------- | ---- | ---- | ---- | ---- | ---- | ---- | ---- | ---- | ---- | ---- | ---- | ---- | ---- | ---- | ---- |
| Počet obyvatel | 182  | 227  | 210  | 208  | 203  | 207  | 175  | 113  | 114  | 87   | 55   | 41   | 33   | 38   | 27   |
| Počet domů     | 47   | 47   | 46   | 43   | 43   | 42   | 42   | 35   | 27   | 23   | 20   | 28   | 30   | 29   | 29   |

## Obecní správa
Marketa byla samostatnou obcí a do roku 1849 byla Marketa součástí panství Staré Hobzí ve Znojemském kraji. V letech 1850 až 1855 podléhala politické pravomoci Podkrajského úřadu v Dačicích a v rámci soudní správy okresnímu soudu tamtéž. Po vzniku smíšených okresních úřadů s politickou a soudní pravomocí byla v letech 1855 až 1868 podřízena Okresnímu úřadu v Dačicích. Když byly roku 1868 veřejná správa a soudnictví opět odděleny, vrátila se pod politickou pravomoc Okresního hejtmanství v Dačicích, od roku 1919 okresní správy politické a od roku 1928 okresního úřadu tamtéž. Po okupaci pohraničí nacistickým Německem v říjnu 1938 náležela do konce války pod Landrat Waidhofen an der Thaya, říšská župa Dolní Dunaj a Amtsgericht ve Slavonicích. Po osvobození v květnu 1945 náležela pod Okresní národní výbor v Dačicích a v jeho rámci od roku 1949 pod nově vzniklý Jihlavský kraj. Toto začlenění trvalo až do poloviny roku 1960, kdy po územní reorganizaci byla Urbaneč s moravským Dačickem začleněna pod správní okres Jindřichův Hradec a Jihočeský kraj, což trvalo až do zrušení Okresního úřadu v Jindřichově Hradci koncem roku 2002. Od 26. listopadu 1971 se Marketa stala v rámci integrace obcí součástí obce Písečné, kdy se konaly obecní volby. V letech 1961–1971 k obci patřily Modletice. Od roku 2003 spadá pod pověřený Městský úřad v Dačicích v samosprávném Jihočeském kraji.